# Nautilo (sous-marin)
Le Nautilo est un sous-marin de la classe Tritone série I, en service dans la Regia Marina lancé pendant la Seconde Guerre mondiale, puis en service dans la Kriegsmarine et la Marine militaire yougoslave.  

## Caractéristiques
La classe Tritone déplaçait 866 tonnes en surface et 1 068 tonnes en immersion. Les sous-marins mesuraient 63,15 mètres de long, avaient une largeur de 46,98 mètres et un tirant d'eau de 4,87 mètres. Ils avaient une profondeur de plongée opérationnelle de 130 mètres. Leur équipage comptait 6 officiers et 44 sous-officiers et marins. 
Pour la navigation de surface, les sous-marins étaient propulsés par deux moteurs diesel FIAT de 1 200 chevaux-vapeur (cv) (883 kW) chacun  entraînant deux arbres d'hélices. En immersion, chaque hélice était entraînée par un moteur électrique  CDRA de 400 chevaux-vapeur (294 kW). Ils pouvaient atteindre 16 nœuds (29,6 km/h) en surface et 8 nœuds (14,8 km/h) sous l'eau. En surface, la classe Tritone Série I avait une autonomie de 13 000 milles nautiques (24 076 km) à 8,5 nœuds (15,7 km/h); en immersion, elle avait une autonomie de 74,5 milles nautiques (138 km) à 4 nœuds (7,4 km/h).
Les sous-marins étaient armés de six tubes lance-torpilles (4 à l'avant et 2 à l'arrière) de 53,3 centimètres. Pour les combats en surface, ils étaient équipés de 1 canon de 100/47 mm et de 4 mitrailleuses Breda Model 1931 de 13,2 mm sur deux tambours rétractables.

## Construction et mise en service
Le Nautilo est construit par le chantier naval Cantieri Riuniti dell'Adriatico (CRDA) de Monfalcone en Italie, et mis sur cale le 3 janvier 1942. Il est lancé le 23 février 1943 et est achevé et mis en service le 21 juin 1943. Il est commissionné le même jour dans la Regia Marina.

## Historique
Le Nautilo subit le remplacement des hélices à pas constant par des hélices à pas variable en raison des graves problèmes qui affectaient le fonctionnement des premières. 
Bien qu'il soit officiellement entré en service en juin 1943, à l'armistice du 8 septembre (Armistice de Cassibile), il est complet mais encore en construction et ne peut pas prendre la mer pendant de longues périodes.
Le 8 septembre, de Monfalcone, il parvient à rejoindre Venise. Naviguant sans arme depuis le port le 11, il assiste au naufrage du destroyer Quintino Sella par le torpilleur à moteur allemand S 54. Retournant à Venise à cause de quelques pannes, il est capturé par les Allemands,,. 
Rebaptisé UIT-9 et affecté à la Kriegsmarine, il se déplace à Pula mais dans ce port, le 9 janvier 1944, il coule lors d'un raid aérien de la Royal Air Force,.
À la fin de la guerre, avec l'occupation yougoslave de Pula, il est renfloué par la marine yougoslave (Serbo-croate: Jugoslavenska ratna mornarica – JRM) et est transféré au chantier naval d'Uljanik où il subit des réparations qui durent de 1947 à 1949. Le sous-marin est mis en service en 1949 sous le nom de Sava (pennant number (numéro de fanion) P-802), et avec le Mališan (P-901) et le Tara (P-801), il forme la base de la nouvelle flotte de sous-marins yougoslaves.
En 1958, le sous-marin est relégué à des fonctions d'entraînement, suivi d'un grand carénage qui dure de 1958 à 1960. Le carénage comprend le retrait du canon de pont de 100 mm et la reconstruction de la tour de contrôle afin de la rendre plus aérodynamique. Il continue à servir comme navire d'entraînement jusqu'à ce qu'il soit sinistré en 1971 et est démoli la même année,.